# Ganso de Toulouse

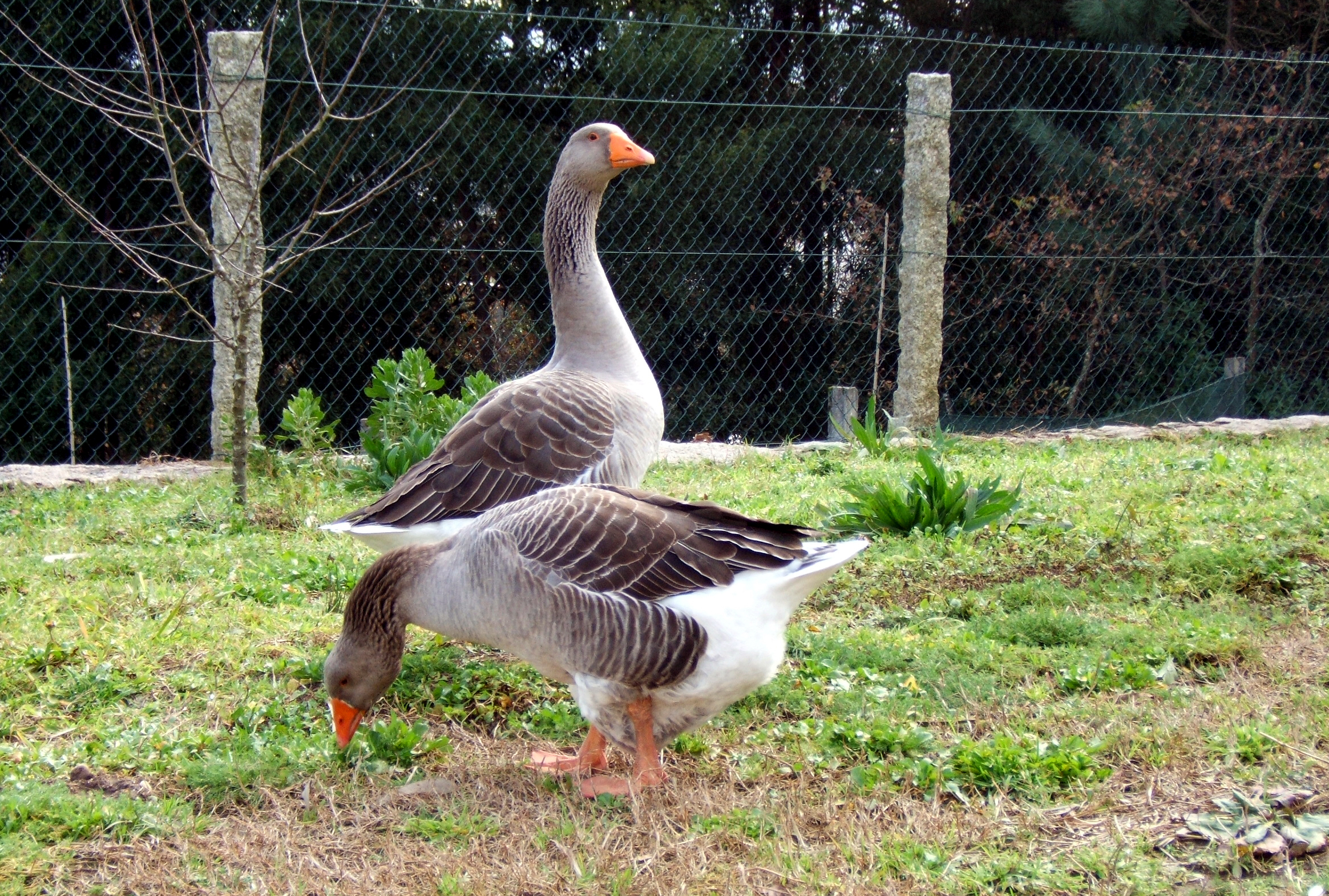
Dos ejemplares de oca de Toulouse adultas criadas en España.

El ganso de Toulouse, ganso de Tolosa u oca de Toulouse (en francés Oie de Toulouse) es un ave procedente de la cría selectiva del ganso común salvaje (Anser anser) en esta región de Francia. Visualmente es muy parecido al ganso común, pero es de mayor tamaño y peso.
Existen dos tipos de gansos de Toulouse: con babero y sin babero (Oie de Toulouse à bavette y Oie de Toulouse sans bavette). Las características básicas que distinguen la forma sin babero son: el anillo ocular naranja, el cuello grueso y estriado, dos grandes lóbulos ventrales y un característico moteado negro en la zona ventral. En general su aspecto es robusto, fuerte y a la vez ágil, nunca masivo. 

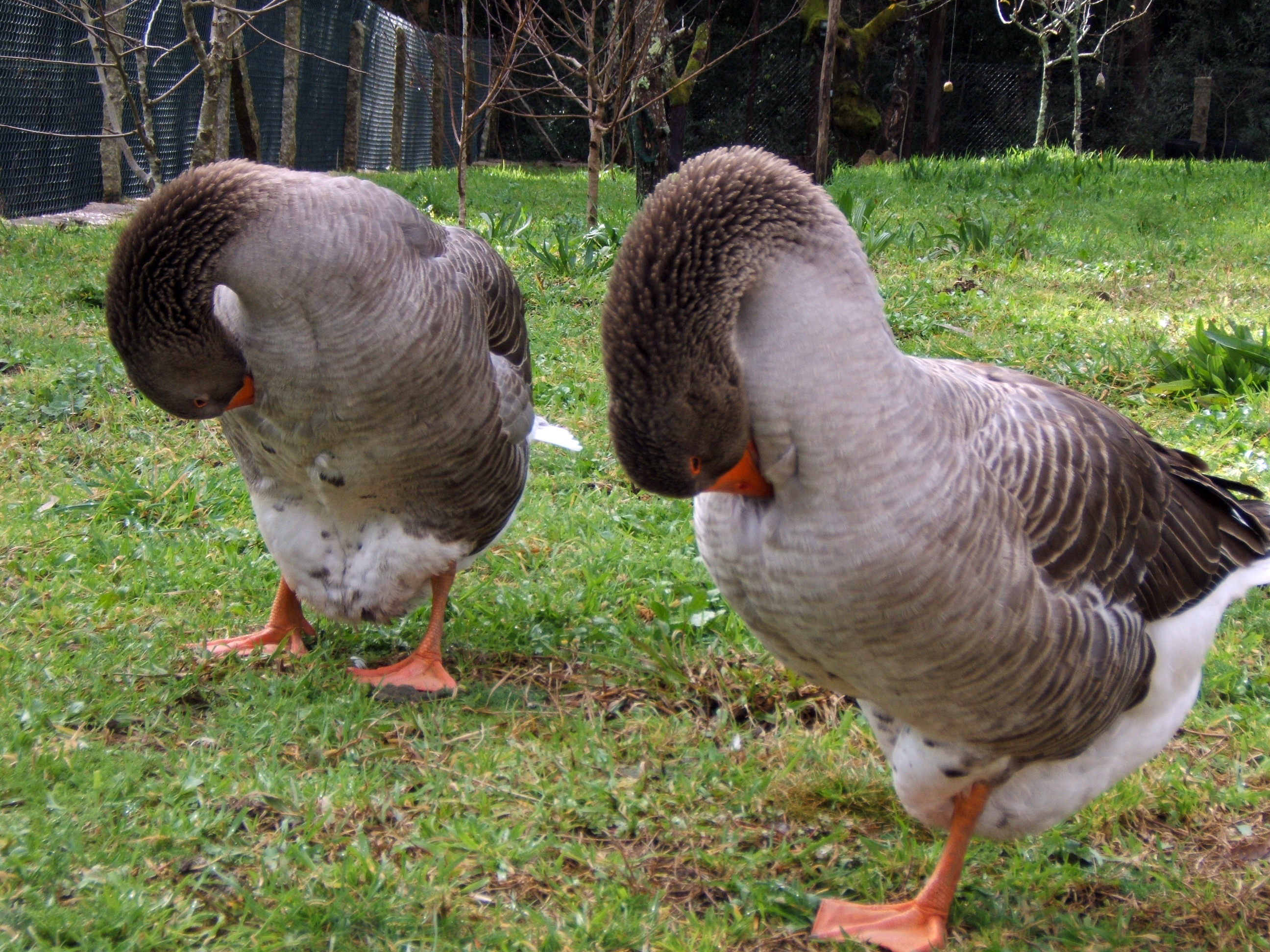
Ocas de Toulouse acicalándose. Se aprecian los dos sacos o lóbulos ventrales así como el moteado negro en la zona ventral propio de la raza.

Por su parte la forma con babero presenta, además de la inconfundible papada o babero, una pronunciada quilla en la zona torácica y los dos lóbulos ventrales que deben llegarle al suelo. Además la posición del cuerpo es mucho más horizontal y su aspecto más masivo. 
El tipo con babero es algo más grande (pudiendo el macho sobrepasar los 10 kg), si bien el tipo sin babero es más productivo y se usa para la producción de fuagrás.